# تأثير حروف الاسم

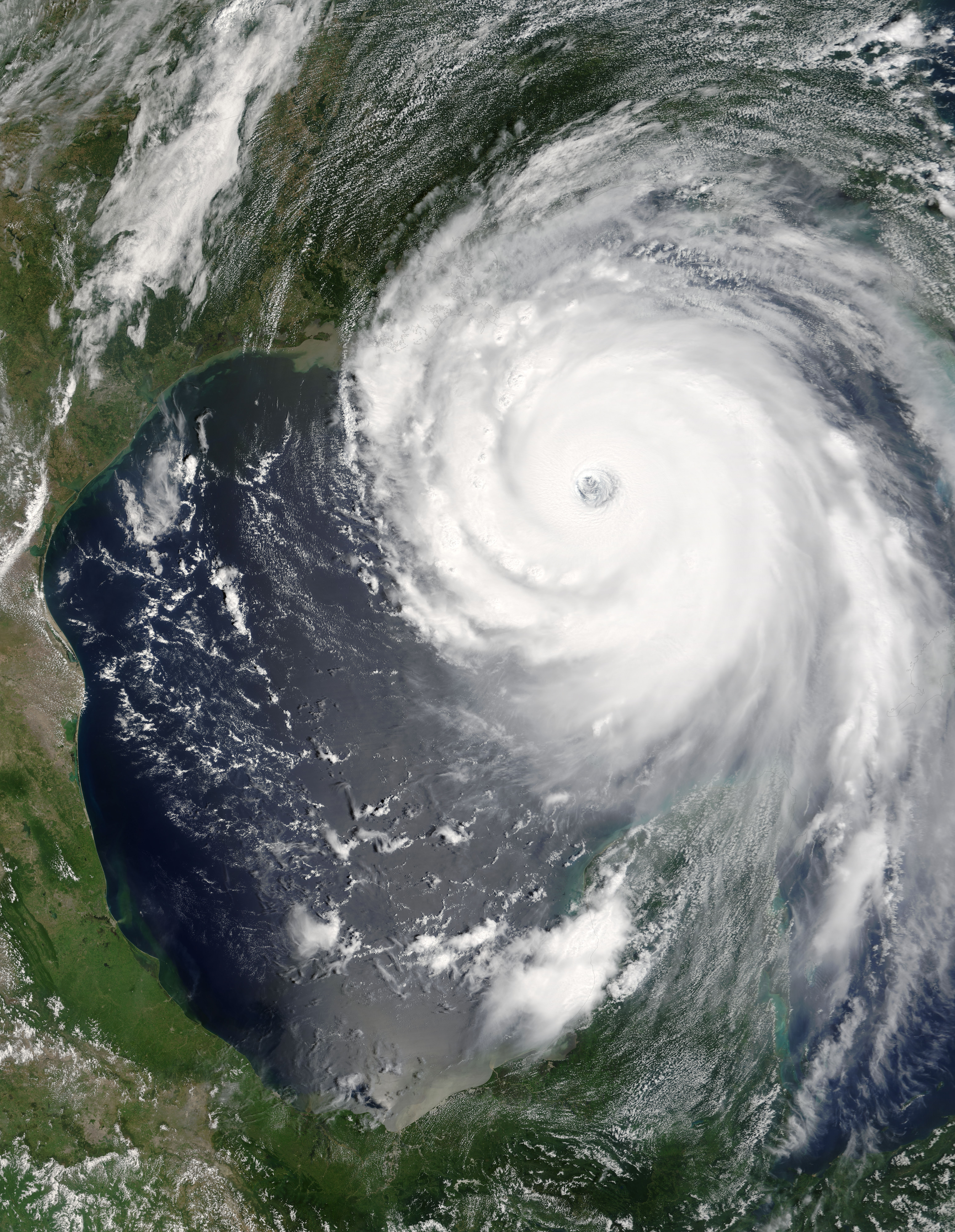
تبرّع الأشخاص الذين تبدأ أسماؤهم بحرف "ك" خاصة للإغاثة من الكارثة التي سبّبها إعصار كاترينا.

تأثير حروف الاسم هي ظاهرة تُوَضِّح الاتجاه الباطن عند الناس لتفضيل الحروف الواردة في أسمائهم على باقي الحروف الألفبائية الأخرى. فعندما يُطلب من المشاركين ترتيب جميع الحروف الأبجدية، أو إعطاء كل حرف من الحروف درجة، أو اختيار الحرف الذي يُفضلونه من مجموعة من اثنين، أو اختيار مجموعة صغيرة من الحروف التي يفضلونها، ففي العادة يختار الأشخاص الحروف الواردة بأسمائهم أكثر من غيرها. والأهم من ذلك أن الأشخاص لا يُدركون أنهم يختارون حروفاً من أسمائهم.
اكتشفَ عالم النفس البلجيكي جوزيف نوتين [الإنجليزية] هذه الظاهرة في عام 1985م، وقد ورد مصطلح «تأثير حروف الاسم» في عشرات الدراسات لموضوعات في أكثر من 15 دولة. وهو لا يتوقف على العمر أو نوع الجنس. حتى إن الأشخاص الذين غيروا أسماءهم منذ سنوات عديدة يميلون إلى تفضيل الحروف الواردة في كل من الأسماء الحالية والأصلية على غيرها من الحروف. ويظهر التأثير بصورة أبرز للأحرف الأولى، ولكن حتى عندما يجري استبعاد الأحرف الأولى، تظل الحروف المتبقية من كل من الاسم وأسماء العائلة هي المُفَضَّلَة على باقي الحروف.
معظم الناس يحبون أنفسهم وهو ما يُسمّى «تقدير الذات». ويرتبط الاسم مع الذات، وبالتالي يُفضل الإنسان حروف الاسم، على الرغم من حقيقة أنّ تلك الحروف تظهر في العديد من الكلمات الأخرى. الأشخاص الذين لا يحبون أنفسهم لا يظهر تأثير حروف الاسم معهم.
وهناك تأثير مماثل للأرقام المتعلقة بيوم الميلاد، فالأشخاص يميلون إلى تفضيل الرقم الذي يدل على اليوم الذي وُلِدُوا فيه. وقد استُبعِدَت تفسيرات بديلة لتأثير حروف الاسم، مثل «التعرض المتكرر» و«الإتقان المبكر» . في التقييمات النفسية، يجري استخدام مهمة تفضيل حروف الاسم على نطاق واسع لتقييم تقدير الذات ضمنياً.
هناك دلائل على أن لهذا التأثير أثرٌ في القرارات الحياتية. ففي التجارب، أظهر الأشخاص تفضيلاً للعلامات التجارية التي تتوافق مع الحروف الأولى من أسمائهم. وبتحليل قاعدة بيانات كبيرة تخص التبرعات للأعمال الخيرية ظهر أن عدداً كبيراً من الأشخاص قد تبرعوا لإدارة الطوارئ بعد الأعاصير التي يتوافق اسمها مع الحروف الأولى لأسماء المتبرعين (مثال: «كاتي» و«كيفن» وإعصار كاترينا). وتُعد الدراسات التي تتناول تأثير حروف الاسم على القرارات الحياتية الكبيرة (أين تسكن، مَن تتزوج، أي وظيفة) مثيرة للجدل.

## خلفية
بدأ الاهتمام المنهجي بظاهرة «تفضيل حروف الاسم» في عام 1959، مع دراسات تفضيل العلامة التجارية [الإنجليزية] التي أجراها الباحثان «ميشريكوف» و«هورتون». حاول الباحثان العثور على الاجتذاب النسبي الخاص بالأحرف لاستخدامها في ملصقات المُغَلَّفات. وفي توسع لمجال هذه الدراسات طُلِبَ من الأشخاص المشتركين بالدراسة ترتيب أحرف الأبجدية الإنجليزية حسب درجة استساغتهم لكل حرف. في حين لم يكن هناك قدر كبير من التوافق بين الأشخاص المشتركين (معاملات التوافق كانت منخفضة)، إلا أنه عُثر على ارتباط إيجابي قوي بين متوسط الأحرف المستساغة ومدى كونها أحرف أولية في أسماء العائلة للأشخاص المشتركين.
نشر روبرت زايونتس وهو من علماء النفس الاجتماعي بحثاً في عام 1968 عن التفضيلات بين أزواج من الكلمات (مثل: "on" أو "off") وكانت النتيجة في الغالبية الساحقة من المحاولات أن الكلمة المفضلة هي الأكثر شيوعاً. ثم اختبر زايونتس أيضاً تفضيلات "كلمات فارغة بلا معنى" ووجد أن الأشخاص يبدؤون باستساغة الكلمات كلما سمعوا بها أكثر. وفسر هذه النتائج بأنها دليل على أن «مجرد التعرض المتكرر لمُحفِّز ما يُعد كافياً لتعزيز جاذبيته».
حوالي عام 1977، بينما كان عالم النفس التجريبي البلجيكي جوزيف نوتين [الإنجليزية] يقود سيارته على طريق سريع ويجول ببصره في لوحات السيارات لاحظ أنه يفضل اللوحات التي تحتوي على أحرفٍ من اسمه. وتساءل عما إذا كان الناس عموماً يفضلون المحفزات التي ترتبط بهم بطريقة أو بأخرى؛ أي «ظاهرة مجرد الانتماء» في مقابل «ظاهرة مجرد التعرض» التي قال بها زايونتس.

## الدراسة الأولى
في معمله بجامعة لوفان الكاثوليكية، صمم نوتين تجارب لاختبار فرضية تفضيل الأشخاص للحروف المرتبطة بأسمائهم. وكان من المهم أن يستبعد العوامل الأخرى أثناء تصميم التجربة، لا سيما عامل «مجرد التعرض». إذا كانت حروف الاسم هي أيضا حروف تتكرر بمعدل عالٍ، فإن تفضيل الأحرف الخاصة قد ينشأ عن «تأثير مجرد التعرض».

### الطريقة
| Irma Maes | Irma Maes | Jef Jacobs | Jef Jacobs |
| --------- | --------- | ---------- | ---------- |
| A         | U         | A          | U          |
| M         | D         | M          | D          |
| T         | R         | T          | R          |
| I         | G         | I          | G          |
| V         | S         | V          | S          |
| E         | N         | E          | N          |
| A         | P         | A          | P          |
| L         | M         | L          | M          |
| H         | F         | H          | F          |
| E         | I         | E          | I          |
| J         | K         | J          | K          |

لإيجاد تأثير يستبعد «مجرد التعرض»، أنشأ نوتين "تصميم تحكم الاستبعاد" ، وفيه يقوم اثنان من المشاركين بتقييم نفس الحروف تقييمًا منفصلًا. بعض الحروف من اسم المشارك الأول، وبعض الحروف من اسم المشارك الثاني، والبعض الآخر من باقي الحروف كان عشوائيا. وبالتالي في هذا التصميم، فإن أي اختلاف في التفضيل بين المشاركين يكون بسبب وجود الحروف في اسم المشارك.
على سبيل المثال، بافتراض أن اسمي المشاركين هما Irma Maes وJef Jacobs كما هو مبين في الجدول؛ فإن المُحَفِّز الأول هو الحرفان (A وU): نلاحظ أن A هو الحرف الأخير من اسم Irma وحرف U ليس من اسمها. المُحَفِّز التالي هو الحرفان (M وD): أي الحرف قبل الأخير من اسم Irma وحرف ليس من اسمها. كما هو واضح في الجدول فهذا يتكرر على الحروف المتبقية من اسم Irma الأول. ثم تظهر حروف اسمها الأخير في ترتيب عكسي، وأخيرا تأتي حروف اسم Jef. وعُرض الجدول على المشاركين بدون ذلك التظليل الموجود فيه، وطُلِبَ من كل مشارك أن يقوم برسم دائرة حول حرفه المُفَضَّل من بين كل زوج من الحروف في أسرع وقت ممكن دون تفكير.
أُجريت المحاولة الأولى على 38 طالبة من طالبات مدرسة ابتدائية، يتكلمن باللهجة الفلمنكية، لِتقُومْ كل طالبة برسم دائرة حول حرفها المُفضل من بين كل زوج من الحروف المعروضة عليها. لوحِظَ تفضيل حروف اسم المُشارِِكة على حروف اسم المشارِكة الأخرى. أُجريت التجربة الثانية على 98 طالبا من طلبة الجامعة الناطقين بالفلمنكية، لدراسة هل القراءة لسنوات أكثر يُمكن أن تُحدِثَ فرقًا؟ وجرى تغيير 4 عوامل أخرى هي:
1. إما أزواج أو ثلاثيات من الحروف.
2. رسم دائرة حول الحرف المُفضل أو شطب الحرف الأقل تفضيلا؛
3. الحروف QXYZ، لا تتكرر كثيرا في الهولندية، ضمن التجربة أو مُستبعدة.
4. ظهور حروف الاسم أولا أو أخيرًا.[11]

أظهرت جميع الحالات «تأثير حروف الاسم»، وكان التأثير الأقوى في حالة إدراج الحروف QXYZ، مع شطب الحرف الأقل تفضيلا. لم يكن هناك فرق كبير باستخدام اسم العائلة بدلا من الاسم الأول أو كلا الاسمين. في حين كان التأثير الأقوى للأحرف الأولى، كشف تحليل البيانات لاحقا عن تأثير كبير حتى بدون الحروف الأولى والأخيرة.

### المناقشة
خَلُصَ نوتين أنه بغض النظر عن الخصائص البصرية والصوتية والجمالية والدلالية والتكرارية، فإن حروف الاسم الأول واسم العائلة هي المُفَضَّلة على باقي الحروف الأخرى. وقد وضع تأثيره في سياق النرجسية ونظرية الغشتالت لعلم النفس والوعي، كما ظهر في عنوان مقالته لعام 1985 «النرجسية وراء الغشتالت والوعي: تأثير حروف الاسم»  الذي يشير فيه مصطلح «وراء الغشتالت» إلى حقيقة أن المُشاركين لم تظهر لهم أسماء بل حروف منفصلة فقط، ومصطلح «وراء الوعي» يشير إلى حقيقة أن المُشاركين لم يُدرِكوا أن حروف أسمائهم قد استُخدِمت. وخلص نوتين أن التأثير الذي وجده هو أول تأثير وراء الغشتالت ووراء الوعي.

## الدراسة الثانية
نَشَرَ نوتين دراسته الثانية في هذا الموضوع في عام 1987،؛ ووصف فيها تجارب عدة أُجريت في عامي 1984 و1985 وذلك بمساعدة من مُؤسسة هيلدا ساس ، وبسبب الآثار بعيدة المدى لتأثير حروف الاسم وعلاقتها بالنظريات النفسية الأخرى، وجد نوتين أنَّهُ من الحكمة إِجراء اختبار لدراسة عُمومية وشيوع ذلك التأثير قبل الانطلاق في برنامج أبحاثه الذي يهدف من خلاله فهم وجدانية تأثير الأحرف وعلاقتها بعلم النفس المعرفي. كما تساءل عَمَّا إذا كان تأثير حروف الاسم موجودا في كل اللغات وفي كل الثقافات أم إنَّهُ يقتصر على بيئة مُعينة، خاصة وأن الدراسة الأولى تمت في جامعة بلجيكية لغة دراستها الأساسية هي الهولندية.

### الطريقة
أُجريت دِراسته الثانية في 13 جامعة أوروبية، وجرى التنويع في هذه الدراسة منْ خلال الاعتماد على 12 لغة مختلفة وهي: الإنجليزية والفنلندية والفرنسية والألمانية واليونانية (اللغة الوحيدة التي لا تتكوَّنُ من الأبجدية الرومانية) والمجرية والإيطالية والنرويجية والبولندية والبرتغالية والإسبانية. وحيث إن اختبار «تصميم تحكم الاستبعاد» لم يكن جيداً بدرجة كافية ليُناسب الأبحاث القياسية طويلة المدى، فقد استُعِيض عنه بتصميم عملي أبسط وأسهل في تكراره. عموماً فقد طُلب من المُشاركين اختيار سِتة حروف كبيرة  دونَ تفكير طويل من بين قائمة تحتوي على كل حروف أبجدية اللغة التي يتحدث بها المُتطوع، وكانت الحروف عشوائية (غير مُرتبة)، وطُلِبَ من المشارك إعطاء حرفه المُفضَّل الأول الرقم (1) ثم الثاني الرقم (2) وهكذا دَواليكَ. وجرى تطبيق هذه الطريقة الجديدة لأول مرة في جامعة في بلجيكا. أَظهرت النتائجُ مرَّةً أخرى أنَّ هناك تأثيرًا لحروف اسم المتطوع على الحروف التي اختارها، ثم أُجريت نفس التجربة في البلدان الأخرى، ووصل عدد مَن شارك في هذه التجربة 2047 طالباً.

### المناقشة
كَشَفَت نَتائج الدراسةِ في اللغات المختلفة أنَّ متوسط احتمال اختيار حرف واحد في اسم المُتطوع من بين ست حروف هو 0.30، أمَّا احتمال اختيار حرف خارج حروف اسم المشارك فهو 0.20. كان أقوى تأثير لحروف الاسم عند المُشاركين من النُّرْويج وفِنلندا، في حين ظهر التأثير في كل من الدراسات المجرية والبرتغالية والإيطالية، ولكن بِنسبة أقل. ظهر تأثير حروف الاسم مع اسم العائلة تمامًا كما ظهر مع الاسم الشخصي. أظهرت الدراسة في مختلف اللغات أن تأثير حروف الاسم يكون بِشكل أكبر عند استخدام الحروف الأولى من الاسم ، كذلك فقد ظهر أنَّ احتمال اختيار الحروف الأولى من الاسم ضمن الست حروف المختارة هو 0.46 وهَذِه نسبة عالية مُقارنة بالنسب السابق ذكرها، لكن مزيدا من التحليل كشف أن اختيار الحروف الستة لم يكن مُتَعَلِّقًا بالأحرف الأولى من الاسم فقط حيث إنَّهُ عندما جرى استثناء الحرف الأول من اسم المتطوع في القائمة التي سيختار منها؛ كان تأثير حروف الاسم ما زال موجودا في جميع اللغات.
حلًّل نوتين البيانات مُجددًا لكن هذه المرة لمعرفة ما إذا كان هناك تأثير لِوَطَنِيَةِ وجِنْسِيَةِ المتطوع على ما اختاره، ولكنَّه فشل في العثور على النتيجة المرجوة، فمثلا النرويجيون لم يُفضِّلوا الحرف N (نسبة إلى دولتهم Norge) أكثر من تفضيل الأشخاص من البلدان الأخرى، كما لم يُفضِّل المَجريون الحرف M (نسبة إلى Magyarország)، ما جعل نوتين يستنتج أن الناس يُفضلون المِلكية الفردية (التي تخص الشخص) مُقارنة بالمِلكية الجماعية (التي تخص المجتمع).
سَمَحَتِ البيانات التي حصل عليها بالتحقق مما إذا كان للعامل البصري دور مهم في ذلك التأثير، فعلى سبيل المثال كُلُّ السيارات في النمسا والمجر تَحْوي ملصقا يحمل حرفًا كبيرًا للدلالة على جنسية السيارة، لكن هذا الحرف لا يُطابق اسم البلاد في اللغة المحلية (A وH على التوالي)، ومع ذلك لم يكن هناك أيُّ تأثير زائد للحَرفَين على مواطني الدولتين عند إجراء البحث.
كما هو الحال في الدراسة الأولى، فقد شملت الدراسة الثانية أيضا الحروف التي لا يُفضِّلها المتطوعون، حيث طُلب منهم اختيار الأحرف الستة الأقل تفضيلًا؛ وكما كان مُتوقعاً فمجرد وجود أحرف اسم المتطوع في لائحة الاختيار دفع به لاختيار أحرف أُخرى، كشفت هذه المهمة عن عدم تناسق في التسلسل الهرمي لتفضيلات الحروف. في حين كان هناك إجماع كبير داخل كل لغة من اللغات الـ 12 حول الأحرف الأقل تفضيلاً، لم يكن هناك إجماع كبير على الإطلاق حول الأحرف الأكثر تفضيلاً.

## التقبل
نظراً لكون النتائج مدهشة في طبيعتها، فقد تردد نوتين لمدة سبع سنوات قبل أن ينشُر ما توصل إليه على الجمهور في النهاية. وقد ذكرها لأول مرة في مؤتمر للرابطة الأوروبية لعلم النفس الاجتماعي التجريبي [الإنجليزية] في عام 1984، ثم تلا ذلك المقالات المنشورة في عامي 1985 و1987 المشار إليهما أعلاه. وقد لاقى عمله شكوكاً واسعة النطاق كما كان متوقعاً. وقد قال لوسن ، الباحث في الجامعة نفسها التي يعمل فيها نوتين، عن تأثير حروف الاسم: «غريب جدًا لدرجة أن الباحث الواقعي سيفكر تلقائيًا في أنه خطأ علمي.» ولم يذكر باحثون آخرون صراحة أن تأثيرَ الحروفِ زائفٌ أو مُبالغ فيه، ولكنهم شككوا في أهميته في علم النفس. في السنوات الخمس الأولى بعد النشر (1985-1989) جرى الاستشهاد بمقالة نوتين المنشورة في عام 1985 مرة واحدة فقط، وجرت دراسة تأثير الحروف في جامعة واحدة أخرى (جامعة ولاية أوهايو، وفيها كرر جونسون  دراسة تأثير الحروف على طلاب أمريكيين).
تغير هذا كله في عام 1995 عندما أشار «غرينوالد» و«باناجي»  إلى أن عمل نوتين كان له صلة بالقياس غير المباشر لتقدير الذات، وهو ما اقترحه نوتين نفسه بالفعل. بعد ذلك جرى الاستشهاد بالدراسة الأصلية 14 مرة في السنوات الخمس بين 1995 و1999 و50 مرة بين عامي 2000 و2004 و114 مرة بين عامي 2005 و2009، وحوالي 200 مرة بين عامي 2010 و2014. لم يعد هناك أي خلاف على «تأثير حروف الاسم» وقد أطلق «ستينجر» و«فوراسك» و«فورمان»  صفة «ابتكاري» على عمل نوتين في تحليلهم التجميعي لعام 2012 ل 44 بحثا منشورا عن هذا التأثير. ولم يوجد في تحليلهم التجميعي أي أثر لتحيز النشر.

## الخصائص
في تحليلها التلوي عام 2014 للعديد من دراسات تأثير حروف الاسم، أطلقت هورينز  على التأثير وصف «متمكن». وقد لاحظت «التمكن» في هذا التأثير من عدة وجوه:
- النطاق: تأثير حروف الاسم يعد أقوى في الحروف الأولى أكثر منه في غير الأولى، ولكن عمومًا يبقى مقبولاً حتى عند استثناء الحروف الأولى من التحليل.[28][ه]
- الجنس: أظهرت كل الدراسات باستثناء دراستين أن تأثير حروف الاسم قوي على نحو متساوٍ لكل من الرجال والنساء.[28][و][ز]
- العمر: ظهر التأثير لدى الأشخاص من مختلف الأعمار، ما بين أطفال المدارس إلى طلاب الجامعات، ومن ثم البالغين من متوسطي العمر وكبار السن.[28][ح]
- الثقافة: بالرغم من وجود العديد من الفروق بين الثقافات الشرقية والغربية، بما يشمل عدد مرات استخدام أسماء العائلة والأحرف الأولى، فإن التأثير يظهر أنه ينطبق عبر الثقافات.[28] خلال دراستهم لأشخاص من تايلاند، التي يندر استخدام اسم العائلة لدى شعبها، وجد كل من هورينز، ونوتين، وهيرمان وبافاكانون [ملاحظة 13] تأثيراً أقوى لحروف الاسم الأول بالمقارنة مع اسم العائلة.[40] وجد كل من كيتاياما وكاراساوا [ملاحظة 14] عدم وجود تأثير خاص للحروف الأولى في اليابان، إذ من النادر أن تستخدم الحروف الأولى هناك، لكن وجدا تأثيراً إجمالياً لحروف الاسم.[41]
- اللغة: جرى اختبار 15 لغة (البلغارية والهولندية والإنجليزية والفنلندية والفرنسية والألمانية واليونانية والهنغارية والإيطالية اليابانية والنرويجية والبولندية والبرتغالية والإسبانية والتاييّة (لغة تايلاند)، وهي تغطي 4 عائلات لغوية (الهندية الأوروبية والهندية الأورالية [الإنجليزية] والصينية-التيبتيّة واللغات اليابانية) و5 ألفبائيات (اليونانية والرومانية والسيريلية والديوناكري، والكانا). وفي كل الحالات وُجد تأثير لحروف الاسم.[28][41][42]
- الوقت: في دراسة حول تفضيلات الحروف الأولى، وجد ستيغر ولي-بيل [ملاحظة 15] أن الأشخاص الذين غيروا أسماءهم بعد الزواج بقوا مستمرين في تفضيل الحرف الأول من اسمهم السابق بالرغم من كونه غير مستَخدَم لعقود خلال زواجهم. أيضاً فإن الأشخاص الخاضعين للدراسة ممن مضى على زواجهم أقل من سنتين أظهروا تأثيراً لحروف الاسم الذي استخدموه بعد الزواج.[43]

## تفسيرات
جرى استكشاف تفسيرات مختلفة لتأثير حروف الاسم. ثم جرى رفض العديد من التفسيرات التي كانت تبدو معقولة في البداية.

### الأسباب المستبعدة

#### مجرد التعرض
قد يُحب الناس -ببساطة- مُعظم ما يرونه أكثر. الحروف التي تظهر تكرارًا في الاستخدام اليومي تظهر أيضًا في كثير من الأحيان في أسماء الأشخاص. وجد كل من فورير، في عام 1940، وآدمز وألوسي ، في عام 1962، ارتباطًا إيجابيًا بين تكرار ظهور الحروف والصوت ومدى جاذبيتهما. وسَّع زايونتس  هذه الدراسات، باستخدام الرموز الأجنبية والتحكم في عدد مرات التعرض. قاده ذلك إلى صياغة فرضية «مُجرد التعرض»: «كلما رأيت شيئًا ما، زاد إعجابك به». أظهرت دراسة نوتين الأصلية أن «مجرد التعرض» لا يمكن أن يكون سببًا لتأثير حروف الاسم، حيث قيم الحروفَ ذات التردد المتساوي (أي التعرض المتساوي) الأشخاصُ الذين لديهم تلك الحروف في أسمائهم وأولئك الذين ليس لديهم تلك الحروف في أسمائهم تقييمًا مختلفًا. وجد نوتين أيضًا أنه في حين أن الحرف B منخفض التردد في الفرنسية والحرف Q ذو تردد متوسط، في التجارب مع المتحدثين الفرنسيين، كان الحرف B من بين الأحرف الأكثر إعجابًا وكان Q من بين الأحرف الأقل إعجابًا. وبالمثل، فإن الحرف Y في البولندية هو حرف متوسط التردد، ولكنه لا يزال من بين الأحرف الأقل تفضيلاً. في كل لغة، ظهرت الأحرف الأقل تكرارًا أكثر في مجموعة الأحرف الأقل تفضيلًا، بينما الأحرف الأكثر تفضيلًا نادرًا ما كانت الأحرف الأعلى ترددًا. كانت «أعداد التعرض» في الدراسات المعملية التي أجراها زايونتس (من 20 إلى 25 مرة) ضئيلة مقارنةً بـ «أعداد الملاحظة الواقعية» لأي حرف، مما تسبب أيضًا في إثارة نوتين للشكوك حول ما إذا كانت نظرية زايونتس يمكن أن تكون صحيحة في الواقع.

#### التردد الذاتي
التردد الذاتي  هو عدد المرات التي يظن فيها الأشخاص الخاضعون للتجربة أن المُحفِز قد ظهر. يمكن ملاحظة أحرف الاسم أكثر، وبالتالي، يُفترض أنها تحدث تكرارًا أكثر من الأحرف الأخرى. أظهرت الأبحاث المبكرة حول تأثير التعرض أن الاختلافات في التردد الذاتي أسفرت عن نتائج مختلفة حتى عندما كان التردد الفعلي متطابقًا. اختبر نوتين وهورينز  ما إذا كان التردد الذاتي يمكن أن يكون تفسيرًا لتأثير حروف الاسم من خلال مطالبة الأشخاص بترتيب الأبجدية بأكملها مرتين، مرة وفقًا لتفضيل الحروف ومرة أخرى وفقًا لتكرار الحروف المُقدَّر. لقد بالغ المشاركون في تقدير تكرار الحروف في أسمائهم كثيرًا، على الرغم من عدم وجود علاقة إيجابية مهمة بين المبالغة في تقدير التردد وتأثير حرف الاسم. سأل الباحثون أيضًا الأشخاص لتقييم مدى إعجابهم بأسمائهم. ووجدوا أن الأشخاص الذين أحبوا اسمهم ظهر معهم تأثير أكبر لحروف الاسم مِن أولئك الذين لم يُعجبهم اسمهم، لكنهم لم يبالغوا في تقدير تكرار أحرف الاسم أكثر من الأشخاص الذين لم يعجبهم أسمائهم. خلص هورينز ونوتين إلى أنه لا يوجد دعم لفرضية التردد الذاتي.

#### التكيف التقييمي
بالاستناد إلى التكيف التقييمي [الإنجليزية] فإنه «إذا كان الاسم محبوبًا، فسيجري الإعجاب أيضًا بأحرف الاسم». قد يحدث هذا من خلال الارتباط المرئي المتكرر لأحرف الاسم بالاسم. عرّف مارتن وليفي  التكيف التقييمي على أنه نمط من التكيف التقليدي حيث نُحب أو نكره شيئًا من خلال الارتباط. وبالنظر إلى الملاحظة القائلة بأن «اسمنا الشخصي يبرز من بين الأسماء الأخرى كمُحفِز جذاب»، كما وجد شيري  في تأثير حفل الكوكتيل، فيمكن أن يكون تأثير حرف الاسم ناتجًا عن التكيف التقييمي. أعدَّ فييز  دراسة منضبطة مع أشخاص فلمنكيين، حيث قَرَنَ رموز غير مألوفة (من اليابانية كانجي) بأسماء الأشخاص المعنيين، وأسماء أخرى. ووجد أنه لا يوجد فرق في مدى إعجاب الأشخاص برمز كانجي الذي يمثل أسماءهم أو أسماء أخرى. وخلُص إلى أن «التكيف التقييمي» ليس السبب الرئيسي لتأثير حروف الاسم.

#### الملكية الذاتية
تحدث «الملكية الذاتية»  إذا اختار الأشخاص «عن قصد» الأحرف الموجودة في أسمائهم. استبعد نوتين إستراتيجية الاستجابة الواعية في الاختبارات. على الرغم من عرض مكافأة مالية ووقت غير محدود للأشخاص لمحاولة إيجاد «نمط» ما في القوائم المعروضة عليهم، إلا أنه لم يتمكن أي من الأشخاص الخاضعين لدراسته الأصلية من العثور على نمط في قوائم التحفيز، ولذلك فقد استبعد احتمالية معرفتهم بوجود أحرف من الأسماء الخاصة بهم.

#### متعة الإتقان
قد يكون للأحرف التي تعلمها الطفل لأول مرة، والتي عادةً ما تكون «اسمه»، ارتباطات إيجابية دائمة. اختبر هورينز وتودوروفا  ذلك من خلال البحث عن تأثير حروف الاسم في أشخاص ثنائيي اللغة (ممن يتقنون لغتين) حيث كانت أبجدية اللغة الأم هي الأبجدية السيريلية وأبجدية اللغة الأجنبية الخاصة بهم هي الرومانية. ونظرًا لأن تعلم لغة أجنبية في سن متأخرة لا يتضمن عادةً اهتمامًا إضافيًا بأحرف الاسم، فلا يجب أن يكون هناك تأثيرًا لحرف الاسم في أبجدية اللغة الأجنبية، بل فقط في أبجدية اللغة الأولى. كشفت نتائج دراسة أجريت على 100 شخص بلغاري تعلموا اللغة الإنجليزية أو الألمانية أو الفرنسية أو الإسبانية في سن متأخرة عن تأثير حروف الاسم للأبجدية الرومانية وكذلك السيريلية. خلُص الباحثون إلى أن «متعة الإتقان» ليست السبب الرئيسي لتأثير حروف الاسم. في دراسة متابعة قام هورينز ونوتين وهيرمان وبافاكانون  باختبار قوة تأثير حروف الاسم بين أطفال المدارس الابتدائية، في تصميم تجريبي مقطعي يشمل طلاب الصف الثاني والرابع والسادس الفلمنكي والهنغاري. وبدلاً من تناقص تأثير حروف الاسم مع تقدم العمر كما كان مُتوقعًا، فقد وجدوا أنه يزداد، مما يثبت أن «متعة الإتقان» ليست السبب الرئيسي. لقد درسوا أيضًا تأثيرات حروف الاسم في أشخاص تايلانديين ثنائي اللغة، وبعضهم تعلم الأبجدية الإنجليزية في نفس الوقت مع الأبجدية التايلاندية، وآخرون تعلموها لاحقًا. لقد اكتشفوا أن الوقت الذي تعلم فيه الطلاب الأبجدية الثانية لم يُحدِث أي فرق في قوة تأثير حروف الاسم، وبالتالي استبعدوا «متعة الإتقان» كعامل محدد مشترك.

### السبب المحتمل
يُعتقد أن هذا تأثير حروف الاسم ينشأ من عمليات التقييم الذاتي التلقائية اللاواعية ، وقد توصلت مجموعات بحثية مختلفة إلى ذلك من زاويتين مختلفتين.

#### المِلكية المجردة
يؤطر نوتين سبب ذلك التاثير من حيث «المِلكية»، التي لها جذور في علم النفس الاقتصادي. حيث وجد تأثير الوقف [الإنجليزية] أن الناس يُعطون قيمة أكبر للأشياء لمجرد أنهم يمتلكونها. يُرجِع نوتين تأثير حروف الاسم إلى أن الأشخاص يُحبون تلقائيًا ويُقَيِّمُون أي شيء مرتبط بهم. على هذا النحو، فإن تأثير حروف الاسم هو مجرد مثال واحد على تأثير الملكية المجرد [الإنجليزية]، في هذه الحالة، يوجد تنبؤات متنوعة يمكن التحقق منها.
- يجب أن يُحب معظم الناس اسمهم. بينما أولئك الذين لا يُحبون اسمهم لا يحبون حروف اسمهم. اختبر هورينز ونوتين هذا، ووجدوا أن معظم الناس صنفوا اسمهم بدرجة عالية نسبيًا. ووجدوا أيضًا أن الأشخاص الذين قيَّموا اسمهم إيجابيًا نسبيًا أُعجبوا بأحرف أسمائهم أكثر من الأشخاص الذين قيَّموا اسمهم سلبيًا.[68]
- يجب على ثنائيي اللغة الذين يستخدمون أبجديتين مختلفين إظهار تأثير حروف الاسم في كلا الأبجديتين. يجب العثور على تأثير أضعف في الأبجدية الثانية، حيث من المحتمل أن تكون الأسماء في الأبجدية الثانية أقل ارتباطًا بالذات. وجد هورينز وتودوروفا أن ثنائيي اللغة الذين يميلون إلى الإعجاب بأحرف أسمائهم باللغة السيريلية لديهم أيضًا ميل إلى الإعجاب بأحرف أسمائهم في الأبجدية الرومانية. حيث كان التأثير أضعف في الأبجدية الثانية.[59] تكرر هذا في دراسة تايلندية-إنجليزية قام بها هورينز ونوتين وهيرمان وبافاكانون.[69]
- يجب العثور على تأثيرات مشابهة لسمات أخرى مرتبطة بالذات، مثل أرقام يوم الميلاد. وجد نيكيل وبيديرسون وروسو [ملاحظة 29] أن الأشخاص يحبون الأرقام التي تمثل شهر وسنة ميلادهم أكثر. ووجدوا أيضًا أن الأشخاص الذين أُجريت عليهم الدراسة أعجبوا بسنة تخرجهم أكثر.[70] في دراسة أُجريت على الطلاب اليابانيين، وجد كيتاياما وكاراساوا تأثير أرقام يوم الميلاد، خاصة بالنسبة للأرقام الأعلى من 12. قد ترتبط الأرقام الأعلى بأعياد الميلاد ارتباطًا فريدًا، في حين أن الأرقام الأقل قد تكون أكثر ارتباطًا بمعاني أخرى.[41]

#### تقدير الذات الضمني
صاغت مجموعة أخرى من الباحثين السبب من منظور علم النفس الاجتماعي، وتحديدًا نظرية تقدير الذات. بدءًا من جرينوالد [الإنجليزية] وباناجي  في عام 1995، تنص هذه المجموعة على أن تأثير حروف الاسم ناتج عن تقدير الذات الضمني، وهو ميل الشخص إلى تقييم نفسه إيجابيًا بطريقة عفوية وتلقائية، أو بطريقة لا واعية. معظم الناس يُحبون أنفسهم. ينتشر تأثير الهالة لتقدير الذات إلى أي سمات مرتبطة بالذات، بما في ذلك الاسم وحروفه. في وقت مبكر من عام 1926 اكتشف سيز  أن اسم الشخص هو شيء «خاص» مقارنة بالآخرين، مما يؤدي إلى استجابات جسدية يمكن قياسها على الجلد. يُعتقد أنه عندما يتعرف الشخص على الأحرف الموجودة في الاسم، فإن ذلك الشخص يشعر بمشاعر إيجابية من احترام الذات الضمني. تحث هذه المشاعر الإيجابية الأشخاص على اختيار حروف من أسمائهم دون قصد، مما ينتج عنه تأثير حروف الاسم.
- لكي تكون عملية تلقائية، يجب أن يكون التأثير -لكل شخص محدد- مستقرًا إلى حد ما بمرور الوقت. قام كولي وديجكستيرويس وفان كنبينبيرج [ملاحظة 32] بالتحقيق في هذا من خلال مطالبة الطلاب الهولنديين بتصنيف كل حرف من الحروف الأبجدية، مع بعض أسئلة الحشو للإلهاء، مرتين خلال فترة أربعة أسابيع. ووجدوا أن تفضيلات أحرف الاسم لم تتغير كثيرًا بين التقييمين الأول والثاني.[76] وجد هورينز وزملاؤه أيضًا أن التقييمات ظلت ثابتة عندما قام 164 شخص بتقييم الحروف سبعة أيام على التوالي.[77]
- لكي تكون عملية تلقائية، يجب أن يتأثر «ذلك التأثير» -مثل العمليات التلقائية الأخرى التي تنطوي على تفضيلات- بفكر مُتعمد. أظهرت دراسات متعددة أن التفكير في المشاعر يُثبط الاستجابة التلقائية.[78][79] في دراسة قام بها كولي وديجكستيرويس وفان كنبينبيرج أعطى المشاركون تفضيلاتهم للأحرف والأرقام من 1 إلى 50، وجعلوا نصفهم يشرحون تفضيلاتهم، فوجدوا «تأثير حروف الاسم» و«تأثير رقم يوم الميلاد» في الأشخاص الذين طُلب منهم الإجابة دون تفكير، ولكن لم يكن هناك تأثير في أولئك الذين طُلب منهم التفكير. يشير هذا إلى أن التأثير ناتج عن عملية تلقائية.[80]
- يزداد التنظيم الذاتي اللاواعي تحت التهديد النفسي. ولكي يكون التأثير هو «تنظيم ذاتي لاواعي»، يجب أن يزداد أيضًا تحت التهديد. وجد جونز وبيلهام ومرينبيرج وهيتس [ملاحظة 33] أنه عندما يتعرض الأشخاص الذين يتمتعون بدرجة عالية من احترام الذات الصريح لتهديد نفسي، فإنهم يُظهرون تفضيلات مبالغ فيها لحروف الاسم. في المقابل، أظهر المشاركون ذووا احترام الذات المتدني دليلًا على الاتجاه المعاكس.[81] قام كوموري وموراتا [ملاحظة 34] لاحقًا بتكرار هذه الاستجابة للتهديد مع ثنائيي اللغة اليابانيين الذين طُلب منهم اختيار الأحرف المفضلة من الأبجدية الإنجليزية.[82]
- إذا كان التأثير عملية تلقائية، فيجب أن يؤثر الاستخدام اللاشعوري لأحرف الاسم على التفضيلات الأخرى. حقق وينتورا وكولفانك وجريفي [ملاحظة 35] في هذا باستخدام تقنية التهيئة. حيث أظهروا للمشاركين الأحرف الأولى والأخيرة من أسمائهم أو اسم مشارك زائف، لفترة وجيزة جدًا بحيث لا يمكن ملاحظتها. تبع ذلك على الفور كلمات مثل «صادق» و«وحيد». كان على الأشخاص التعرف بسرعة على الكلمة التي رأوها إيجابية أو سلبية. لقد وُجد أن الأشخاص صنَّفوا الكلمات الإيجابية بسرعة أكبر إذا «هُيِّئت» أول مرة بالأحرف الأولى من اسمهم. لم يكن هناك تأثير للكلمات السلبية. كانت تأثيرات تهيئة الأحرف الأولى قوية خاصة للأشخاص الذين يتمتعون بمستويات عالية من تقدير الذات الصريح.[83][84]
- إذا كان هناك «تأثير هالة» ينتشر إلى أي شيء متصل بالذات، فيجب على الأشخاص أن يُفضلوا أحرف اسم شركائهم أكثر من الأحرف الأخرى. اختبر لي-بل وكامبل هذا ووجدوا تأثير حروف الاسم للأحرف الأولى من اسم شركاء الأشخاص.[85] خلُص دي-هارت وبلهام وفيدوروكز وكارفالو وجابريل [ملاحظة 36] إلى أن التأثير ينطبق على العلاقات بين الوالدين والطفل والأشقاء والأصدقاء أيضًا.[86]

## التطبيق
جرى استغلال تأثير حروف الاسم في التقييمات النفسية لقياس احترام الذات. هناك نوعان من احترام الذات: احترام الذات الصريح (الشخص يُقيِّم نفسه تقييمًا مُتعمَّدًا وواعيًا) واحترام الذات الضمني. ولأن تعريف احترام الذات الضمني ليس قابلا للاستبطان، فإن مقاييسه لا تعتمد على التقارير الذاتية المباشرة ولكن على درجة توليد الأشياء المرتبطة بالنفس أفكاراً إيجابية مقابل الأفكار السلبية.
تُعد مهمة تفضيلات الحروف هي الطريقة الثانية الأكثر شعبية لقياس الثقة بالنفس الضمني، وتتجاوز فقط اختبار الارتباط الضمني. وقد سُميت المهمة باسم مهمة تأثير حروف الاسم ومقياس تقييم تأثير حروف الاسم ومهمة تفضيل الحروف الأولى. لا توجد طريقة قياسية لتطبيق المهمة. الطريقة الأكثر شيوعا هي مهمة تصنيف الأحرف والذي يقوم فيها المشاركون بإبداء الرأي بجميع الحروف الأبجدية. حتى داخل هذه الطريقة هناك اختلافات: في التعليمات (إلى أي مدى تستسيغ هذه الحروف؟ أو إلى أي مدى تجدها جذابة؟) وفي جداول التقييم (خمس نقاط أو سبع نقاط أو تسع نقاط) وفي ترتيب الحروف (عشوائية أو أبجدية) وفي جمع البيانات (الورق والقلم أو الحاسوب).
لا توجد خوارزمية قياسية لحساب تقدير الذات الضمني. هناك ستة خوارزميات على الأقل قيد الاستخدام. في التحليل التلوي لتأثير حروف الاسم، يوصى ستيجر وفوراسيك وفورمان باستخدام خوارزمية تصحيح مزدوج غير معيارية (ما يسمى ب "I-algorithm")، كما أوصى بها واسماها ليبيل وغورونسكي،  في تحليلها التلوي، لا توصي هورينز بخوارزمية محددة حيث إن هناك قلة مَعرِفة بكيفية الحصول على نتائج تفضيلات حروف الاسم من الخوارزميات المختلفة والتي تتعلق بأهم خاصية نوعية نفسية من كل ذلك ألا وهي صدق المحتوى. وعادة ما تطبق الخوارزميات على الأحرف الأولى فقط ولكن يمكن استخدامها لجميع أحرف الاسم.
أوصى ستيجر وفوراسيك وفورمان بأن تدار المهمة مرتين، على أن يجري حساب التأثير منفصلًا عن «الحروف الأولى للاسم الأول» و«الحروف الأولى للاسم الأخير»، وأن تكون مهمة تترافق مع مهمة تأثير أرقام يوم الميلاد، وأن تركز التعليمات على الاستساغة بدلا من الجاذبية. واقترحوا أنه قد يكون من المفيد استخدام ليس فقط الأحرف الأولى ولكن كل حروف الاسم لقياس احترام الذات الضمني، وهو ما تقول عنه هورينز بأنه أهم توصياتها. وقد استُخدمت مهمة تفضيلات الحروف لقياس الثقة الضمنية بالذات في سياقات متنوعة مثل الاكتئاب والصحة البدنية والقبول الاجتماعي والتفاؤل غير الواقعي والحساسية الاسترجاعية والتنظيم الذاتي والدفاع النفسي.

## الآثار الأوسع نطاقاً
التمس الباحثون الآثار الأوسع نطاقا لتأثير حروف الاسم على تفضيلات الشخص، سواء داخل المعمل أو خارجه.

### داخل المعمل
حاول كل من هودسون وأولسون  العثور على أدلة تدعم تفضيل الأشخاص للأشياء اليومية (مثل الأطعمة والحيوانات) التي تتطابق مع الأحرف الأولى لاسمائهم من خلال تجارب منضبطة داخل المعمل، ولم يُعثر على أي دليل، سواء للتأثير بين الأشخاص (مثل «عمر» لا يُفضل الأشياء التي تبدأ بـ «ع» أكثر من تفضيل «محمد» لنفس الأشياء التي تبدأ بحرف «ع»، مثل «عسل»)، ولا للتأثير خلال الأفراد (مثل، «عمر» يفضل الـ «عسل» أكثر من الـ «مربى»). واكتشف الباحثون تأثيرًا صغيرًا للأحرف الأولى في الاسم، لكنه تأثير موثوق، عن تفضيل الأسماء التجارية خلال الأفراد (مثل تفضيل «هادي» لعلامة «هوندا» التجارية أكثر من العلامات التجارية غير المطابقة). وتكهن الباحثون أن أسماء العلامات التجارية من المرجح أنها تنقل الهوية (التطابق) إلى الآخرين أكثر من الأمور الحياتية الأخرى. وقد مدد ستيجر هذا البحث من خلال النظر في تفضيلات شراء أسماء المنتجات، ووجد أن الأشخاص كانوا أكثر عُرضة لشراء منتجات مطابقة للحروف الأولى من أسمائهم. والتأثير يحدث عندما يتعلق الأمر بالعلامات التجارية الكبرى. ولم يُعثر على أي علاقة بين قوة تأثير حروف الاسم للفرد وقوة تأثير اسم العلامة التجارية.
قام كل من ويبينجا وفينس  بالتحقيق فيما إذا كان استخدام الضمائر الشخصية (مثل "أنا" (بالإنجليزية: I) و"ملكي (بالإنجليزية: my)) في العلامة التجارية له تأثير على التفضيلات بالنظر إلى الطريقة التي ترتبط بها هذه الضمائر بذات الشخص. ووجد الباحثون أن الأسماء التجارية التي تحتوي على ضمائر تشير للذات (على سبيل المثال أي فون (بالإنجليزية: iPhone) وماي سبيس(بالإنجليزية: Myspace)) تٌقيّم أكثر إيجابية من الأسماء التجارية التي لا تحتوي علي ضمائر مشابهة (مثل إكس بوكس (بالإنجليزية: Xbox)). وقد سلك هذا التأثير مسلك تأثير حروف الاسم، أي أن التأثير يصبح أقوى عند وجود الذات تحت التهديد، ويضعُف إلى أن يختفي بالنسبة للأشخاص الذين لديهم تقييم سلبي تجاه الذات.
وجدت دراسة بولمان أن مشاركة الأحرف الأولى للاسم بين أعضاء مجموعة يمكن أن تزيد من جودة العمل الجماعي فيما بينهم. وفي دراسة للطلاب الجامعيين، وجدوا أن المجموعات التي تشاركت الأحرف الأولى كانت أفضل من المجموعات التي لم تتشارك. وأن المجموعات التي لديها نسبة تشارك أعلى للأحرف الأولى تجاوزت المجموعات ذات نسبة التشارك الأقل.

### خارج المعمل

#### دراسات خلافية
التمس الباحثون أدلة حول القوة الدافعة وراء تأثير حروف الاسم خارج المختبر. وقامت مجموعة من الأبحاث الخلافية (المثيرة للجدل) تحت مظلة الأنانية الضمنية ، والتي بدأها كل من بيلهام وميرنبرج وجونز ، من خلال التحقيق فيما إذا كان الناس يتخذون قرارات الحياة اعتمادا على أسمائهم أو الأحرف الأولى من أسمائهم دون قصد. ويقول المشككون أن الادعاء القائل بأن الاسم أو الحرف الأول منه له تأثير في قرارات الحياة هو إدعاء استثنائي يتطلب أدلة استثنائية.
حث سيمونسون  الباحثين على الالتماس الحقيقي للمتغيرات المُربِكة في تحليل البيانات الميدانية، وكمثال على هذه المتغيرات المُربِكة شعبية أسماء الأطفال، والتي هي من المتغيرات الملحوظة على مر العقود. ووجد سيمونسون أنه على الرغم من أن اسم والتر (بالإنجليزية: Walter) واسم دينيس (بالإنجليزية: Dennis) يتمتعان بشعبية شبه متطابقة في عينة كبيرة من الأسماء الأولى لأشخاص يعيشون في الولايات المتحدة، إلا أن اسم والتر هو اسم قديم نسبيًا. واقترح أنه عندما وجد بولمان وآخرون عددًا كبيرًا غير متناسب من أطباء الأسنان (بالإنجليزية: dentists) الذين يبدأ اسمهم بحروف "Den" مقارنة بحروف "Wal"، فقد غفلوا عن أن الأشخاص الذين يُدعون Walter يميلون إلى أن يكونوا متقدمين في السن، ومن المرجح تقاعدهم. ويُقدم التغير في شعبية أسماء الأطفال تفسيرا أفضل من الأنانية الضمنية، حول الزيادة غير المتناسبة لأطباء الأسنان الذين يبدأ اسمهم بحروف "Den" أكثر من الذين يبدأ اسمهم بحروف "Wal". ومن ناحية أخرى فإنه لم يجد كل من كوتي وماجنو وويبر  أي دليل على وجود أشخاص لديهم وظيفة مطابقة للأحرف الأولى، وتمت هذه الدراسة من خلال استخدام مجموعة بيانات مختلفة (حسابات تويتر وجوجل بلس) بجانب تحليل إحصائي مختلف.
انتقد كل من ديجاز وجراسمان وويتزل وفانديرماس وواجنميكرز  الطريقة التي استخدمها بيلهام وآخرون في تحليلهم لسجلات الوفيات في 23 مدينة من «المدن التي تبدأبكلمة سانت» في الولايات المتحدة، مثل سانت لويس وسانت بول، حيث قام بيلهام ومَن معه بجمع كل البيانات معًا، وخلصوا إلى أن الناس ينجذبون نحو المدن التي تطابق مع أسمائهم (على سبيل المثال لويس أو بول)، وقد استخدم ديجاس وآخرون نمذجة الشبكة البايزية لإظهار أن هناك العديد من المدن التي يحدث فيها العكس، بأن ينتقل الناس خارج المدن المطابقة لأسمائهم. وخلصوا إلى أنه لا يوجد دليل على وجود تأثير شامل وعام. وكشفت مجموعة مختلفة من المدن (تحتوي على 30 لقبًا مختلفًا) مثل جاكسون وجونسون سيتي، عن أن عددًا كبيرًا غير متناسب من الأشخاص المتوفين لديهم تطابق مع لقب المدينة. وشكك ديجاس وآخرون في أن الناس ينجذبون نحو المدن المشابهة لأسمائهم، واستشهدوا في المقابل بحجة سيمونسون بأن العديد من أحفاد مؤسسي هذه المدن لم يغادروها، وهي حالة من السببية العكسية.
كما أثار سيمونسون إمكانية حدوث السببية العكسية في حالة تحليل أنسيل وديك لمجموعة بيانات كبيرة تتألف من الأسماء الأخيرة لمواطنين بلجيكيين وشركات يعملون لصالحها، حيث خلصوا إلى أن الناس يميلون إلى اختيار العمل لصالح الشركات التي تتوافق مع الحروف الأولى لأسمائهم. لكن سيمونسون شكك في أن العديد من الأشخاص يعملون في شركات تحمل اسمًا مشابها لاسمه أو لأحد أفراد العائلة، مثل عمل والت ديزني لصالح شركة ديزني. وعندما فحص سيمونسون السببية العكسية في مجموعة كبيرة من البيانات في الولايات المتحدة، لم يتمكن من رؤية أي دليل على الأشخاص الذين يختارون العمل في الشركات التي تتوافق مع أسمائهم.
ربطت بعض الدراسات المثيرة للجدل بين الأداء والأحرف الأولى من الاسم. ومع ذلك، لم يجد مكولوغ وويليامز  أي دليل على تأثير حرف الاسم على الحرف "K" في لاعبي البيسبول الذين خرجوا من الملعب (بالإنجليزية: striking out) (الأمر الذي يظهر على لوحة النتائج بـ "K")، على الرغم من إشارة دراسة سابقة أجراها نيلسون وسيمونز إلى أن هناك تأثير. كما وجد نيلسون وسيمونز  أن الطلاب الذين يكون أول حرف من اسمائهم "C" أو "D" يحصلون على درجات أقل من الآخرين الذين يحملون الحروف "A" أو "B". ومرة أخرى فقد انتقد مكولوغ ووليامز التحليل الإحصائي المستخدَم، ولم يُعثر على أي دليل يدعم مثل هذه العلاقة.
نشر بيلهام وكارفالو دراسة جديدة في عام 2015، استجابة لتحليلات سيمونسون النقدية لأساليبهم السابقة، واصفان كيف يسيطران الآن على المربكات السابقة في النوع والعرق والتربية. ونظروا خلال إحدى الدراسات في بيانات التعداد وخلصوا إلى أن الرجال عملوا في إحدى عشرة مهنة متبانية لكنها تتطابق مع ألقابهم، على سبيل المثال، خباز ونجار ومزارع، وهو الشيء الذي أسمته مجلة نيو ساينتست بالحتمية الاسمية. وقام كل من فوراسيك وريدر وستيغر وسوامي بالتحقيق في الطريقة التي يشير لها سهم السببية، عندما يتعلق الأمر بتأثير الأسماء على اختيار المهنة. وأفادوا أن الشخص الذي لديه اسم سميث (بالإنجليزية: smith) في عالم اليوم لا يزال يميل إلى امتلاك القدرات المادية لأسلافه الذين كانوا حدادين (بالإنجليزية: Metalsmith). وقد ظهر في نظر الباحثين فرضية جينية واجتماعية أكثر قابلية للحياة من فرضية تأثير الأنانية الضمنية.

#### دراسات مُسَلَّمٌ بها
قُبِلت الأبحاث التي كتبها تشاندلر، غريفين، وسورنسن  حول العلاقة بين حروف الأسماء وبين التبرعات كثيرًا. حيث قاموا بتحليل سجلات التبرعات للإغاثة من الكوارث بعد سبعة أعاصير (من بينها كاترينا وريتا وميتش)، ووجد الباحثون أن الأشخاص الذين شاركوا حروف اسمهم مع حروف اسم الإعصار كانوا مُمَثَّلين كجهات مانحة كثيرًا. وخلصوا إلى أن الناس يريدون التغلب على بعض المشاعر السلبية المرتبطة بالاسم المشترك وبالتالي التبرع. واقترح سيمونسون أن الأنانية الضمنية لا تنطبق إلا على الحالات التي يكون فيها الناس تقريبا غير مبالين بالخيارات، وبالتالي لن تنطبق على القرارات الرئيسية مثل الاختيارات الوظيفية، لكنها ستؤدي إلى قرارات منخفضة المخاطر مثل اختيار التبرع والإحسان.

## هوامش
1. ↑  الكليات الثلاث عشر التي جرت فيها التجربة هي كليات مُختلفة، وكل واحدة تقع في دولة مُعينة ولها لُغة خاصة بها مُختلفة عن باقي اللغات.
2. ↑  هذا التباين مشابه لما وجده تشابينسكي عند تحليل "تفضيلات الرفيق في رحلة المدرسة": كان هناك إجماع كبير على مَن هم الطلاب الثلاثة الأقل تفضيلاً، ولكن القليل في مَن كانوا الثلاثة الأكثر تفضيلاً.[26]
3. ↑  نتج نقد لوسن من سوء تفسير التصميم التجريبي لنوتين. اعتقد لوسن أن الأشخاص المُختَبرين في التجارب جرى اختيارهم عشوائياً ليشكلوا ثنائيات. ولكن لم يكن هذا هو الواقع، حيث إن نوتين كان قد اختار الثنائيات على أساس الحد الأدنى من تداخل المقاطع في أسماء الأشخاص المختَبرين.[7]
4. ↑  لأن التأثير يكون أكثر وضوحًا في حالة الأحرف الأولى، ذهب جونسون بالقول ب تأثير الأحرف الأولى. لم يوافق نوتين على هذا الاختزال قائلاً أنه ليست هناك حاجة لخلق وهم بوجود ظاهرتين حيث توجد ظاهرة واحدة فقط.[30]
5. ↑   وجد كولي وسميتس وفان كنيبنبيرغ  وديجكستيروس تأثيرًا مع الأحرف الأولى فقط، وليس مع باقي حروف الاسم.[34]
6. ↑  فيما عدا دراسة قام بها ألبيرس وروتيفيل وديجكستيروس، وأخرى قام بها ستايجر وبرييس وفوراسيك.[35][36]
7. ↑  قد يلعب التوجه الجنساني، في مدى تبنى الفرد وعرضه للسمات والمواقف والسلوكيات التي جرى تحديدها معياريًا على أنها ذكورية نموذجية أو أنثوية نموذجية، وربما يلعب أيضًا دورًا في تأثير حروف الاسم.[37] يمكن قياس ذلك أيضًا من خلال مهمة "تفضيل الحروف الأولى" للنوع، والتي تتطلب من المشاركين تصنيف الحروف حسب نموذجهم الجنساني. لقد ثبت أن الرجال يصنفون الحروف الأولى على أنها "أكثر ذكورية"، في حين أن النساء يصنفون الأحرف الأولى على أنها "أكثر أنثوية".[38]
8. ↑  الاستثناء الوحيد كان في الدراسة التي قام بها كيرنيس ولاكي وهيبنر.[39]
9. ↑  افترض نوتين أنه بالنسبة لأي حرف معين، كان إجمالي التعرض متماثلًا تقريبًا لكل مُشارك في التجربة. وهذا يعني أن اسم الشخص البالغ يُقرأ أو يُكتب بشكل غير متكرر مقارنة بكل الكلمات الأخرى.[15] وافق باحثون آخرون على ذلك؛ وتحدث جرينوالد وبانجي عن "الوصول إلى خط مقارب".[41]
10. ↑  لم يكن التأثير بسبب الحروف الهجائية المشتركة. حيث عُثر عليه للأحرف الشائعة ذات النطق المتطابق (AEKMT)، والأحرف الشائعة ذات النطق المختلف (BCFPYU)، والأحرف الكبيرة الرومانية التي لا تظهر في السيريلية (DFGIJNRVWZ).[59]
11. ↑  وجدت دراسات أخرى أيضًا تأثير الزيادة مع تقدم العمر، على سبيل المثال، فقد وجدها كورينبلوم وأرمسترونج في دراستهم لأطفال الكنديين الأصليين.[62]
12. ↑  جرى استخدام الحروف الساكنة فقط من التايلاندية كمُحفزات، لأنه لا يمكن استخدام الحروف التايلندية المتحركة منفردة لأن صوتها يعتمد على السياق.[63]
13. ↑   مما يُظهر الارتباك الجماعي أيضًا مشكلة البحث المثير للجدل الذي ربط الأحرف الأولى بالموت. حيث خلُص كريستنفيلد وفيليبس وجلين إلى أن الأشخاص الذين في اسمهم حروف رمزية [الإنجليزية] إيجابية (مثل ACE أو VIP) يعيشون أطول بكثير من أولئك الذين لديهم حروف سلبية (مثل PIG أو DIE). استند هذا الاستنتاج إلى تحليل آلاف شهادات الوفاة في كاليفورنيا بين عامي 1969 و1995.[110] أشار موريسون وسميث لاحقًا إلى أن هذه كانت نتيجة تجميع البيانات حسب العمر عند الموت. قد يكون تكرار تغيير الأحرف الأولى بمرور الوقت متغيرًا مربكًا. عندما قاموا بتجميع البيانات نفسها حسب سنة الميلاد، لم يجدوا أي علاقة ذات دلالة إحصائية بين الأحرف الأولى وطول العمر.[111] وبالمثل، وجد سميث أن الأخطاء الإحصائية أدت إلى استنتاج أبيل وكروجر أن اللاعبين في دوري كرة القاعدة الرئيسي الذين تحتوي أسماؤهم على أحرف أولى إيجابية يعيشون لفترة أطول من اللاعبين ذوي الأحرف الأولى السلبية.[112][113]

### فهرس المراجع
1. ↑  Mecherikoff (1959), p. 114.
2. ↑  Horton (1960), p. 114.
3. ↑  Alluisi (1962), p. 124–125.
4. ↑  Zajonc (1968), p. 6-7.
5. ↑  Zajonc (1968), p. 24.
6. ↑  Zajonc (1968), p. 1.
7. 1 2 3 4 5 6 7 8 9 10 11  Hoorens (2014), p. 230.
8. 1 2 3  Nuttin (1985), p. 354.
9. ↑  Nuttin (1985), p. 354-355.
10. ↑  Nuttin (1985), p. 354-356.
11. 1 2  Nuttin (1985), p. 356.
12. ↑  Nuttin (1985), p. 357.
13. 1 2 3  Nuttin (1985), p. 358.
14. ↑  Nuttin (1985), p. 358-359.
15. 1 2 3 4 5  Nuttin (1985), p. 359.
16. ↑  Nuttin (1987), p. 381.
17. ↑  Nuttin (1987), p. 384.
18. ↑  Nuttin (1987), p. 385-386.
19. ↑  Nuttin (1987), p. 390.
20. ↑  Nuttin (1987), p. 391.
21. ↑  Nuttin (1987), p. 392.
22. ↑  Nuttin (1987), p. 396-397.
23. ↑  Nuttin (1987), p. 397.
24. ↑  Nuttin (1987), p. 397-398.
25. ↑  Nuttin (1987), p. 398.
26. ↑  Czapiński (1980), p. 203.
27. ↑  Loosen 1990، صفحة 11.
28. 1 2 3 4 5 6 7  Hoorens (2014), p. 235.
29. ↑  Johnson 1986.
30. ↑  Nuttin (1987), p. 396.
31. ↑  Greenwald & Banaji 1995، صفحة 11.
32. 1 2  Stieger, Voracek & Formann 2012، صفحة 63.
33. ↑  Stieger, Voracek & Formann 2012، صفحات 66–67.
34. ↑  Koole et al. 1999، صفحة 111.
35. ↑  Albers, Rotteveel & Dijksterhuis 2009، صفحة 63.
36. ↑  Stieger, Preyss & Voracek 2012، صفحة 51.
37. ↑  Stieger et al. 2014، صفحة 358.
38. ↑  Stieger et al. 2014.
39. ↑  Kernis, Lakey & Heppner 2008، صفحة 477.
40. ↑  Hoorens et al. 1990، صفحة 204.
41. 1 2 3 4  Kitayama & Karasawa 1997، صفحة 740.
42. ↑  Hoorens et al. 1990، صفحة 184.
43. ↑  Stieger & LeBel 2012، صفحة 10.
44. ↑  Hoorens & Nuttin 1993، صفحة 181.
45. ↑  Forer 1940، صفحة 589.
46. ↑  Alluisi (1962), p. 123.
47. ↑  Zajonc 1980، صفحة 151.
48. ↑  Nuttin (1987), p. 399.
49. ↑  Nuttin (1987), p. 398-400.
50. ↑  Matlin 1971، صفحة 295.
51. 1 2  Hoorens & Nuttin 1993، صفحة 177.
52. ↑  Martin & Levey 1987، صفحة 69.
53. 1 2  Feys 1995، صفحة 560.
54. ↑  Mack & Rock 1998، صفحة 18.
55. ↑  Hoorens 1990، صفحة 29.
56. ↑  Treiman & Broderick 1998، صفحة 112.
57. 1 2  Hoorens & Todorova 1988، صفحة 366.
58. ↑  Hoorens & Todorova 1988، صفحة 365.
59. 1 2 3  Hoorens & Todorova 1988، صفحة 367.
60. ↑  Hoorens & Todorova 1988، صفحة 368.
61. ↑  Hoorens et al. 1990، صفحة 190.
62. ↑  Corenblum & Armstrong 2012، صفحة 130.
63. ↑  Hoorens et al. 1990، صفحة 192.
64. ↑  Hoorens et al. 1990، صفحات 196–201.
65. 1 2  Koole 2007، صفحة 603.
66. ↑  Kahneman, Knetsch & Thaler 1991، صفحة 193.
67. ↑  Beggan 1992، صفحة 229.
68. ↑  Hoorens & Nuttin 1993، صفحات 177–200.
69. ↑  Hoorens et al. 1990، صفحات 183–184.
70. ↑  Nickell, Pederson & Rossow 2003، صفحات 161–163.
71. ↑  Greenwald & Banaji 1995، صفحات 4،10–11.
72. ↑  Greenwald & Banaji 1995، صفحة 10.
73. ↑  Greenwald & Banaji 1995، صفحات 10–11.
74. ↑  Syz 1926، صفحات 119–126.
75. ↑  Koole & Pelham 2003، صفحة 108.
76. ↑  Koole, Dijksterhuis & van Knippenberg 2001، صفحات 672–673.
77. ↑  Hoorens et al. 2015، صفحة 910.
78. ↑  Koole, Dijksterhuis & van Knippenberg 2001، صفحة 673.
79. ↑  Wilson et al. 1989، صفحة 330.
80. ↑  Koole, Dijksterhuis & van Knippenberg 2001، صفحات 674–676.
81. ↑  Jones et al. 2002، صفحة 170.
82. ↑  Komori & Murata 2008، صفحة 109.
83. ↑  Wentura, Kulfanek & Greve 2001، صفحة 657.
84. ↑  Koole & Pelham 2003، صفحات 101–102.
85. ↑  LeBel & Campbell 2009، صفحة 1293.
86. ↑  DeHart et al. 2011، صفحة 127.
87. 1 2  Stieger, Voracek & Formann 2012، صفحة 64.
88. ↑  Spalding & Hardin 1999، صفحة 535.
89. ↑  Krizan & Suls 2008، صفحة 522.
90. ↑  Hoorens (2014), p. 233.
91. 1 2  Stieger, Voracek & Formann 2012، صفحة 71.
92. ↑  LeBel & Gawronski 2009، صفحة 101.
93. ↑  Hoorens (2014), p. 244.
94. 1 2  Stieger, Voracek & Formann 2012، صفحة 76.
95. ↑  Hoorens (2014), p. 248.
96. ↑  LeBel & Gawronski 2009، صفحة 86.
97. ↑  Hodson & Olson 2005، صفحة 1099.
98. ↑  Hodson & Olson 2005، صفحة 1108.
99. ↑  Hodson & Olson 2005، صفحة 1109.
100. ↑  Stieger 2010، صفحة 1089.
101. ↑  Stieger 2010، صفحة 1095.
102. ↑  Wiebenga & Fennis 2012، صفحة 733.
103. ↑  Polman, Pollmann & Poehlman 2013.
104. ↑  Pelham, Mirenberg & Jones 2002، صفحة 479.
105. 1 2  Pelham & Carvallo 2015، صفحة 692.
106. ↑  Jones et al. 2004، صفحة 665.
107. ↑  Danesi 2012، صفحة 84.
108. ↑  Simonsohn 2011a، صفحة 22–23.
109. ↑  Kooti, Magno & Weber 2014، صفحة 216.
110. ↑  Christenfeld, Phillips & Glynn 1999، صفحة 241.
111. ↑  Morrison & Smith 2005، صفحة 820.
112. ↑  Smith 2011، صفحة 211.
113. ↑  Abel & Kruger 2007، صفحة 179.
114. ↑  Dyjas et al. 2012، صفحات 7–10.
115. ↑  Dyjas et al. 2012، صفحات 8–9.
116. ↑  Dyjas et al. 2012، صفحة 9.
117. ↑  Simonsohn 2011a، صفحة 15.
118. ↑  Anseel & Duyck 2008، صفحة 1059.
119. ↑  Simonsohn 2011b، صفحة 1087.
120. ↑  McCullough & Williams 2010، صفحة 881.
121. 1 2  Nelson & Simmons 2007، صفحة 1106.
122. ↑  McCullough & Williams 2011، صفحة 340.
123. ↑  Feedback 1994.
124. ↑  Voracek et al. 2015.
125. ↑  Chandler, Griffin & Sorensen 2008، صفحات 404–410.
126. ↑  Simonsohn 2011a، صفحات 44–45.
127. ↑  Simonsohn 2011a، صفحة 46.

### معلومات المراجع كاملةً
- Michael Mecherikoff; David L. Horton (1959). "Preferences for letters of the alphabet". Journal of Applied Psychology (بالإنجليزية). 43 (2): 114–116. DOI:10.1037/H0049029. ISSN:0021-9010. OCLC:4643149387. QID:Q55982253.
- David L. Horton; M. Mecherikoff (1960). "Letter preferences: Ranking the alphabet". Journal of Applied Psychology (بالإنجليزية). 44 (4): 252–253. DOI:10.1037/H0045399. ISSN:0021-9010. OCLC:4643152218. QID:Q55982241.
- Earl A. Alluisi; Oscar S. Adams (1962). "Predicting Letter Preferences: Aesthetics and Filtering in Man". Perceptual and Motor Skills (بالإنجليزية). 14 (1): 123–131. DOI:10.2466/PMS.1962.14.1.123. ISSN:0031-5125. OCLC:4916868231. S2CID:146381583. QID:Q29013612.
- Robert B. Zajonc (1968). "Attitudinal effects of mere exposure". Journal of Personality and Social Psychology (بالإنجليزية). 9 (2, Pt.2): 1–27. DOI:10.1037/H0025848. ISSN:0022-3514. OCLC:7911429. QID:Q55878998.
- Janusz Czapiński (1980). "Positive–negative asymmetry on the group level". Polish Psychological Bulletin (بالإنجليزية). 11 (3): 203–205. ISSN:0079-2993. QID:Q134186753.
- Jozef M. Nuttin (1985). "Narcissism beyond Gestalt and awareness: The name letter effect". European Journal of Social Psychology (بالإنجليزية). 15 (3): 353–361. DOI:10.1002/EJSP.2420150309. ISSN:0046-2772. OCLC:5154439881. QID:Q55921170.
- Jozef M. Nuttin (1987). "Affective consequences of mere ownership: The name letter effect in twelve European languages". European Journal of Social Psychology (بالإنجليزية). 17 (4): 381–402. DOI:10.1002/EJSP.2420170402. ISSN:0046-2772. OCLC:5154441591. QID:Q55982255.
- Vera Hoorens (2014). "What's really in a Name-Letter Effect? Name-letter preferences as indirect measures of self-esteem". European Review of Social Psychology (بالإنجليزية). 25 (1): 228–262. DOI:10.1080/10463283.2014.980085. ISSN:1479-277X. OCLC:10308080047. S2CID:144292531. QID:Q55982240.

- Abel، Ernest L.؛ Kruger، Michael L. (2007). "Symbolic significance of initials on longevity". Perceptual and Motor Skills. ج. 104 ع. 1: 179–182. DOI:10.2466/pms.104.1.179-182. PMID:17450979. S2CID:32400715.
- Albers، L.؛ Rotteveel، M.؛ Dijksterhuis، A. (2009). "Towards optimizing the name letter test as a measure of implicit self-esteem". Self and Identity. ج. 8: 63–77. DOI:10.1080/15298860802091062. S2CID:145104484.
- Anseel، Frederik؛ Duyck، W. (2008). "Unconscious applicants: A systematic test of the name-letter effect". مجلة العلوم النفسية. ج. 19 ع. 10: 1059–1061. DOI:10.1111/j.1467-9280.2008.02199.x. hdl:1854/LU-8557072. PMID:19000218. S2CID:11868804. مؤرشف من الأصل في 2020-06-24.
- Beggan، James K. (1992). "On the social nature of nonsocial perception: The mere ownership effect". Journal of Personality and Social Psychology. ج. 62 ع. 2: 229–237. DOI:10.1037/0022-3514.62.2.229.
- Chandler، Jesse؛ Griffin، Tiffany M.؛ Sorensen، Nicholas (2008). "In the "I" of the storm: Shared initials increase disaster donations" (PDF). Judgment and Decision Making  [لغات أخرى]‏. ج. 3 ع. 5: 404–410. مؤرشف من الأصل (PDF) في 2020-11-11.{{استشهاد بدورية محكمة}}:  صيانة الاستشهاد: علامات ترقيم زائدة (link)
- Christenfeld، N.؛ Phillips، D. P.؛ Glynn، L. M. (1999). "What's in a name: Mortality and the power of symbols". Journal of Psychosomatic Research. ج. 47 ع. 3: 241–254. DOI:10.1016/S0022-3999(99)00035-5. PMID:10576473.
- Corenblum، B.؛ Armstrong، Helen D. (2012). "Racial-ethnic identity development in children in a racial-ethnic minority group". Canadian Journal of Behavioural Science. ج. 44 ع. 2: 124–137. DOI:10.1037/a0027154.
- Danesi، Marcel (2012). Linguistic anthropology: A brief introduction. Toronto: Canadian Scholars' Press. ISBN:978-1-55130-489-2.
- DeHart، Tracy؛ Pelham، Brett؛ Fiedorowicz، Luke؛ Carvallo، Mauricio؛ Gabriel، Shira (2011). "Including others in the implicit self: Implicit evaluation of significant others". Self and Identity. ج. 10 ع. 1: 127–135. DOI:10.1080/15298861003687880. S2CID:144602581.
- Dyjas، Oliver؛ Grasman، Raoul P. P. P.؛ Wetzels، Ruud؛ van der Maas، Han L. J.؛ Wagenmakers، Eric-Jan (2012). "What's in a name: a Bayesian hierarchical analysis of the name–letter effect". Frontiers in Psychology. ج. 3: 334. DOI:10.3389/fpsyg.2012.00334. PMC:3457077. PMID:23055989.{{استشهاد بدورية محكمة}}:  صيانة الاستشهاد: دوي مجاني غير معلم (link)
- Feedback (17 ديسمبر 1994). "Feedback". نيو ساينتست ع. 1956. مؤرشف من الأصل في 2016-09-26.
- Feys، J. (1995). "Mere ownership: Affective self-bias or evaluative conditioning?". الدورية الأوروبية لعلم النفس الاجتماعي  [لغات أخرى]‏. ج. 25 ع. 5: 559–575. DOI:10.1002/ejsp.2420250507.{{استشهاد بدورية محكمة}}:  صيانة الاستشهاد: علامات ترقيم زائدة (link)
- Forer، B. R. (1940). "A study of consonant preferences". نشرة نفسية (مجلة). ج. 37 ع. 8: 589. DOI:10.1037/h0053393.
- Greenwald، A. G.؛ Banaji، M R. (1995). "Implicit social cognition: attitudes, self-esteem, and stereotypes". Psychological Review. ج. 102 ع. 1: 4–27. CiteSeerX:10.1.1.411.2919. DOI:10.1037/0033-295x.102.1.4. PMID:7878162.
- Hodson، G.؛ Olson، J. M. (2005). "Testing the generality of the name letter effect: Name initials and everyday attitudes". Personality and Social Psychology Bulletin. ج. 6 ع. 8: 33–37. DOI:10.1177/0146167205274895. PMID:6000270. S2CID:23154149.
- Hoorens، Vera؛ Todorova، Elka (1988). "The name letter effect: Attachment to self or primacy of own name writing?". European Review of Social Psychology. ج. 18 ع. 4: 365–368. DOI:10.1002/ejsp.2420180406.
- Hoorens، Vera (1990). "Nuttin's affective selfparticles hypothesis and the name letter effect: A review". Psychologica Belgica. ج. 30 ع. 1–2: 23–48. DOI:10.5334/pb.801. مؤرشف من الأصل في 2021-12-14.
- Hoorens، Vera؛ Nuttin، Jozef M., Jr.؛ Herman، I.E.؛ Pavakanun، U. (1990). "Mastery pleasure versus mere ownership: A quasi-experimental cross-cultural and cross-alphabetical test of the name letter effect". European Review of Social Psychology. ج. 20 ع. 3: 181–205. DOI:10.1002/ejsp.2420200302.{{استشهاد بدورية محكمة}}:  صيانة الاستشهاد: أسماء متعددة: قائمة المؤلفين (link)
- Hoorens، Vera؛ Nuttin، Jozef M., Jr. (1993). "Overvaluation of own attributes: Mere ownership or subjective frequency?" (PDF). Social Cognition  [لغات أخرى]‏. ج. 11 ع. 2: 177–200. DOI:10.1521/soco.1993.11.2.177. مؤرشف من الأصل (PDF) في 2022-08-23.{{استشهاد بدورية محكمة}}:  صيانة الاستشهاد: أسماء متعددة: قائمة المؤلفين (link) صيانة الاستشهاد: علامات ترقيم زائدة (link)
- Hoorens، V.؛ Takano، K.؛ Franck، E.؛ Roberts، J.E.؛ Raes، F. (2015). "Initial and noninitial name-letter preferences as obtained through repeated letter rating tasks continue to reflect (different aspects of) self-esteem". Psychological Assessment  [لغات أخرى]‏. ج. 27 ع. 3: 905–914. DOI:10.1037/pas0000092. hdl:10067/1268890151162165141. PMID:25730161.{{استشهاد بدورية محكمة}}:  صيانة الاستشهاد: علامات ترقيم زائدة (link)
- Johnson، M. S. (1986). The initial letter effect: ego-attachment or mere exposure?. PhD dissertation. Columbus: The Ohio State University.
- Jones، John T.؛ Pelham، Brett W.؛ Mirenberg، Matthew C.؛ Hetts، John J. (2002). "Name letter preferences are not merely mere exposure: Implicit egotism as self-regulation". Journal of Experimental Social Psychology. ج. 38 ع. 2: 170–177. DOI:10.1006/jesp.2001.1497.
- Jones، John T.؛ Pelham، Brett W.؛ Carvallo، Mauricio؛ Mirenberg، Matthew C. (2004). "How do I love thee? Let me count the Js: Implicit egotism and interperson attraction". Journal of Personality and Social Psychology. ج. 87 ع. 5: 665–683. CiteSeerX:10.1.1.468.9494. DOI:10.1037/0022-3514.87.5.665. PMID:15535778. مؤرشف من الأصل في 2022-05-11.
- Kahneman، D.؛ Knetsch، J. L.؛ Thaler، R. H. (1991). "Anomalies: The endowment effect, loss aversion, and status quo bias". Journal of Economic Perspectives. ج. 5 ع. 1: 193–206. DOI:10.1257/jep.5.1.193.
- Kernis، M. H.؛ Lakey، C. E.؛ Heppner، W. L. (2008). "Secure versus fragile high self-esteem as a predictor of verbal defensiveness: Converging findings across three different markers". Journal of Personality. ج. 76 ع. 3: 477–512. CiteSeerX:10.1.1.512.462. DOI:10.1111/j.1467-6494.2008.00493.x. PMID:18447858. مؤرشف من الأصل في 2022-04-07.
- Kitayama، Shinobu؛ Karasawa، Mayumi (1997). "Implicit self-esteem in Japan: Name letters and birthday numbers". Personality and Social Psychology Bulletin. ج. 23 ع. 7: 736–742. DOI:10.1177/0146167297237006. S2CID:143602622. مؤرشف من الأصل في 2022-05-11.
- Komori، Megumi؛ Murata، Koji (2008). "Implicit egotism in Japan: Preference for first and family name initials". Hitotsubashi Journal of Social Studies. ج. 40 ع. 2: 101–109.
- Koole، Sander L.؛ Smeets، Karianne؛ van Knippenberg، Ad؛ Dijksterhuis، Ap (1999). "The cessation of rumination through self-affirmation". Journal of Personality and Social Psychology. ج. 77 ع. 1: 111–125. DOI:10.1037/0022-3514.77.1.111. مؤرشف من الأصل في 2022-05-11.
- Koole، Sander L.؛ Dijksterhuis، Ap؛ van Knippenberg، Ad (2001). "What's in a name: implicit self-esteem and the automatic self". Journal of Personality and Social Psychology. ج. 80 ع. 4: 669–685. DOI:10.1037/0022-3514.80.4.669. hdl:1871/17530. PMID:11316229. مؤرشف من الأصل في 2023-02-15.
- Koole، Sander L.؛ Pelham، Brett W. (2003). "On the nature of implicit self-esteem: The case of the name letter effect". في Steven Spencer؛ Steven Fein؛ Mark P. Zanna؛ James M. Olson (المحررون). Motivated Social Perception. Mahwah, New Jersey: تايلور وفرانسيس. ص. 93–116. ISBN:978-0-8058-4036-0.
- Koole، Sander (2007). "Name letter effect". في Baumeister، Roy؛ Vohs، Kathleen (المحررون). Encyclopedia of Social Psychology. Thousand Oaks, California: سيج للنشر. ISBN:978-1-4129-1670-7.
- Kooti، Farshad؛ Magno، Gabriel؛ Weber، Ingmar (2014). "The social name-letter effect on online social networks". في Aiello، Luca Maria؛ McFarland، Daniel (المحررون). Social Informatics - Proceedings of SocInfo 2014, Barcelona, Spain, November 11-13, 2014. Cham, Switzerland: Springer International Publishing. ص. 216–227. CiteSeerX:10.1.1.763.4. DOI:10.1007/978-3-319-13734-6_15. ISBN:978-3-319-13733-9. S2CID:10177951.
- Krizan، Zlatan؛ Suls، Jerry (2008). "Are implicit and explicit measures of self-esteem related? A meta-analysis for the Name-Letter Test". Personality and Individual Differences. ج. 44 ع. 2: 521–531. DOI:10.1016/j.paid.2007.09.017. مؤرشف من الأصل في 2022-05-11.
- LeBel، E. P.؛ Campbell، L. (2009). "Implicit partner affect, relationship satisfaction, and the prediction of romantic breakup". Journal of Experimental Social Psychology. ج. 45 ع. 6: 1291–1294. DOI:10.1016/j.jesp.2009.07.003.
- LeBel، Etienne P.؛ Gawronski، Bertram (2009). "How to find what's in a name: Scrutinizing the optimality of five scoring algorithms for the name‐letter task". European Journal of Personality. ج. 23 ع. 2: 85–106. DOI:10.1002/per.705.
- Loosen، F. (1990). The name letter effect: A fascinating idolum. Leuven: Peeters.
- Mack، Arien؛ Rock، Irvin (1998). Inattentional Blindness. Cambridge, Massachusetts: ميت بريس. ISBN:978-0-262-13339-5.
- Martin، I.؛ Levey، A. B. (1987). "Learning what will happen next: Conditioning, evaluation, and cognitive processes". في Davey، G. (المحرر). Cognitive processes and Pavlovian conditioning in humans. Chichester, England: جون وايلي وأولاده. ص. 57–81. ISBN:978-0-471-90791-6.
- Matlin، Margaret W. (1971). "Response competition, recognition, and affect". Journal of Personality and Social Psychology. ج. 19 ع. 3: 295–300. DOI:10.1037/h0031352. PMID:5120020.
- McCullough، B. D.؛ Williams، Thomas P. (2010). "Baseball players with the initial "K" do not strike out more often". Journal of Applied Statistics. ج. 37 ع. 6: 881–891. DOI:10.1080/02664760902889965. S2CID:20236883.
- McCullough، B. D.؛ Williams، Thomas P. (2011). "Students with the initial "A" don't get better grades". Journal of Research in Personality. ج. 45 ع. 3: 340–343. DOI:10.1016/j.jrp.2011.03.006. ISSN:0092-6566.
- Morrison، Stilian؛ Smith، Gary (2005). "Monogrammatic determinism?". Psychosomatic Medicine  [لغات أخرى]‏. ج. 67 ع. 5: 820–824. DOI:10.1097/01.psy.0000181283.51771.8a. PMID:16204444. S2CID:31044960.{{استشهاد بدورية محكمة}}:  صيانة الاستشهاد: علامات ترقيم زائدة (link)
- Nelson، Lief؛ Simmons، Joseph P. (2007). "Moniker maladies: When names sabotage success". Psychological Science. ج. 18 ع. 12: 1106–1112. DOI:10.1111/j.1467-9280.2007.02032.x. PMID:18031419. S2CID:14274286.
- Nickell، Gary؛ Pederson، Katie؛ Rossow، Cassie (2003). "The birthdate effect: An extension of the mere ownership effect". Psychological Reports. ج. 92 ع. 1: 161–163. DOI:10.2466/PR0.92.1.161-163. PMID:12674276.
- Pelham، B.؛ Mirenberg، Matthew C.؛ Jones، John T. (2002). "Why Susie sells seashells by the seashore: Implicit egotism and major life decisions". Journal of Personality and Social Psychology. ج. 82 ع. 4: 469–487. DOI:10.1037/0022-3514.82.4.469. PMID:11999918.
- Pelham، Brett؛ Carvallo، Mauricio (2015). "When Tex and Tess Carpenter build houses in Texas: Moderators of implicit egotism". Self and Identity. ج. 4 ع. 6: 692–723. DOI:10.1080/15298868.2015.1070745. S2CID:145572523.
- Polman، Evan؛ Pollmann، Monique M. H.؛ Poehlman، T. Andrew (2013). "The name-letter-effect in groups: Sharing initials with group members increases the quality of group work". بلوس ون. ج. 8 ع. 11: e79039. Bibcode:2013PLoSO...879039P. DOI:10.1371/journal.pone.0079039. PMC:3827308. PMID:24236087.{{استشهاد بدورية محكمة}}:  صيانة الاستشهاد: دوي مجاني غير معلم (link)
- Simonsohn، Uri (2011a). "Spurious? Name similarity effects (implicit egotism) in marriage, job, and moving decisions". Journal of Personality and Social Psychology. ج. 101 ع. 1: 1–24. DOI:10.1037/a0021990. PMID:21299311. S2CID:207744109. مؤرشف من الأصل في 2021-03-18.
- Simonsohn، Uri (2011b). "Spurious also? Name-similarity effects (implicit egotism) in employment decisions". Psychological Science. ج. 22 ع. 8: 1087–1089. DOI:10.1177/0956797611413937. PMID:21705520. S2CID:9821222.
- Smith، Gary (2011). "Another look at baseball player initials and longevity". Perceptual and Motor Skills. ج. 112 ع. 1: 211–216. DOI:10.2466/05.PMS.112.1.211-216. PMID:21466094. S2CID:37168549.
- Spalding، Leah R.؛ Hardin، Curtis D. (1999). "Unconscious unease and self-handicapping: Behavioral consequences of individual differences in implicit and explicit self-esteem". Psychological Science. ج. 10 ع. 6: 535–539. DOI:10.1111/1467-9280.00202. S2CID:146547054. مؤرشف من الأصل في 2022-05-11.
- Stieger، Stefan (2010). "Name-letter branding under scrutiny: Real products, new algorithms, and the probability of buying". Perceptual and Motor Skills. ج. 110 ع. 3, Pt 2: 1089–1097. DOI:10.2466/01.07.PMS.110.C.1089-1097. PMID:20865997.
- Stieger، S.؛ LeBel، E. (2012). "Name–letter preferences for new last name and abandoned birth name initials in the context of name-change via marriage". Social Psychology. ج. 43 ع. 1: 7–13. DOI:10.1027/1864-9335/a000075.
- Stieger، S.؛ Voracek، M.؛ Formann، A.K. (2012). "How to administer the Initial Preference Task". European Journal of Personality. ج. 26: 63–78. DOI:10.1002/per.823.
- Stieger، S.؛ Preyss، A.V.؛ Voracek، M. (2012). "Romantic jealousy and implicit and explicit self-esteem". Personality and Individual Differences. ج. 52: 51–55. DOI:10.1016/j.paid.2011.08.028.
- Stieger، S.؛ Burger، C.؛ Schiller، F.R.؛ Schulze، E.K.؛ Voracek، M. (2014). "Measuring implicit gender-role orientation: The Gender Initial Preference Task". Journal of Personality Assessment. ج. 96 ع. 3: 358–367. DOI:10.1080/00223891.2013.825622. PMID:23980799. S2CID:10514559.
- Syz، Hans C. (1926). "Observations on the unreliability of subjective reports of emotional reactions". British Journal of Psychology. ج. 17 ع. 2: 119–126. DOI:10.1111/j.2044-8295.1926.tb00415.x. ISSN:0007-1269.
- Treiman، Rebecca؛ Broderick، Victor (1998). "What's in a name: Children's knowledge about the letters in their own name". Journal of Experimental Child Psychology. ج. 70 ع. 2: 97–116. DOI:10.1006/jecp.1998.2448. PMID:9729451.
- Voracek، Martin؛ Rieder، Stephan؛ Stieger، Stefan؛ Swami، Viren (2015). "What's in a surname? Physique, aptitude, and sports type comparisons between Tailors and Smiths". PLOS ONE. ج. 10 ع. 7: 699–702. Bibcode:2015PLoSO..1031795V. DOI:10.1371/journal.pone.0131795. PMC:4498760. PMID:26161803.{{استشهاد بدورية محكمة}}:  صيانة الاستشهاد: دوي مجاني غير معلم (link)
- Wentura، Dirk؛ Kulfanek، Michael؛ Greve، Werner (2001). "Masked affective priming by name letters: Evidence for a correspondence of explicit and implicit self-esteem". Journal of Experimental Social Psychology. ج. 41 ع. 6: 657–663. DOI:10.1016/j.jesp.2004.02.005.
- Wiebenga، Jacob H.؛ Fennis، Bob M. (2012). "Me, myself, and Ikea: Qualifying the role of implicit egotism in brand judgment" (PDF). في Gürhan-Canli، Zeynep؛ Otnes، Cele؛ Zhu، Rui (المحررون). NA - Advances in Consumer Research. 40. Duluth, Minnesota: Association for Consumer Research. ص. 733–734. ISBN:978-0-915552-70-2. مؤرشف من الأصل (PDF) في 2017-02-20. اطلع عليه بتاريخ 2018-02-14.
- Wilson، T. D.؛ Dunn، D. S.؛ Kraft، D.؛ Lisle، D. J. (1989). "Introspection, attitude change, and attitude-behavior consistency: The disruptive effects of explaining why we feel the way we do". في Berkowitz، L. (المحرر). Advances in experimental social psychology. 22. Orlando, Florida: Academic Press. ص. 287–343.
- Zajonc، Robert B. (1980). "Feeling and thinking: Preferences need no inferences". عالم نفس أمريكي (جريدة). ج. 35 ع. 2, Pt.2: 151–175. DOI:10.1037/0003-066X.35.2.151.